# Distretto di Andramasina
Il distretto di Andramasina è un distretto del Madagascar situato nella regione di Analamanga. Ha per capoluogo la città di Andramasina.
La popolazione del distretto è di 161 197 abitanti (censimento 2011).